# Домбровский, Василий Фёдорович
Василий Федорович Домбровский (1810—1845) — российский педагог-историк. 

## Биография
Родился в 1810 году в Гомеле Могилёвской губернии, в семье городничего. Учился в уездном училище и Могилёвской гимназии. После смерти отца семья переехала в Нежин.
Окончив в 1831 году кандидатом Нежинскую высшую гимназию князя Безбородко, и с 1 октября стал надзирателем пансиона и учителем немецкого языка в гимназии. За время обучения основательно изучил древние языки, свободно говорил на французском и немецком языках. В высших классах стал по примеру Гоголя издавать рукописный журнал под названием «Аматузия», главным автором которого был Е. П. Гребёнка, а критиком — Домбровский.
Неординарные способности Домбровского были вскоре замечены и в 1833 году он был переведён учителем исторических наук в Киевское уездное училище. В 1835 году был определён младшим учителем географии сначала в Киевскую губернскую гимназию, с 1836 года — в 1-ю киевской гимназии был учителем и надзирателем; в 1838 году стал в ней старшим учителем истории. Был направлен в Санкт-Петербург для ознакомления с методикой преподавания Устрялова и после возвращения, несмотря на то, что имел всего лишь кандидатское звание, был назначен сначала преподавателем, а с 19 января 1838 года адъюнктом в Киевского университета. Кроме этого, 2 июля 1838 года Домбровский был избран секретарём 1-го отделения философского факультета (до 25.11.1840); в 1838—1844 годах был учителем в Киевском институте благородных девиц.
В конце 1838 года пытался получить степень доктора общей словесности, представив рукописное сочинение «Об отличительном характере истории Московского государства», которое не смог защитить на диспуте, состоявшемся 23 декабря. Всё же с 28 марта 1840 года стал и.д. экстраординарного профессора русской истории университета; в 1843—1844 гг. читал также политическую экономию.
Его публичные лекции по русской истории, читанные в 1841 и 1842 годах, были новинкой для Киевского общества и доставили ему большую известность.
В 1843 году был назначен членом Временной комиссии для рассмотрения древних актов, которая стала именоваться Киевской археографической комиссией. В 1844 году В. Ф. Домбровский был принят в Копенгагенское королевское общество северных антиквариев. В 1845 году награждён орденом Святого Станислава 3-й степени.
В его библиотеке были редкости; из неё в 1852 году М. П. Погодин приобрёл список древней летописи, о которой сообщил в Москвитянине (Смесь — 1852. — № 14).
Умер от воспаления мозга в 1845 году.